# Cuquín
Cuquin (no Brasil: Cuquín) é uma série de animação computadorizada mexicana, produzida pela Ánima Estudios, em cooperação com a Televisa para o serviço de streaming Max. é um spin-off de Cleo e Cuquin, exibido entre 2018.

## Premissa
6 anos depois dos eventos de Cleo e Cuquin, Cuquín, Cyan e Clementina são três crianças travessas e cheias de imaginação que estão sempre em busca de novas aventuras.